# Angie Harmon
Angela Michelle "Angie" Harmon, född 10 augusti 1972 i Highland Park, Texas, är en amerikansk fotomodell och skådespelare.

## Biografi
Angie Harmon blev känd som fotomodell under 1990-talet och utvecklade en karriär som TV-stjärna efter huvudroller som varande 2 säsonger på Baywatch Nights och 3 säsonger på I lagens namn. Hon hade huvudrollen i ABC:s drama Women's Murder Club som sändes 2007-2008.
Mellan 2010 och 2016 spelade hon och Sasha Alexander den eponyma huvudrollsduon i i TV-serien Rizzoli & Isles.
Harmon var mellan 2001 och 2014 gift med NFL-stjärnan Jason Sehorn, med vilken hon har tre döttrar. Harmon var mellan 2019 och 2021 förlovad med skådespelaren Greg Vaughan.

## Filmografi (urval)
- 1995–1997 – Baywatch Nights (TV-serie) (44 avsnitt)
- 1995 – Renegade (TV-serie) (1 avsnitt)
- 1996 – Baywatch (TV-serie) (1 avsnitt)
- 1998–2001 – I lagens namn (TV-serie) (72 avsnitt)
- 1999–2000 – Law & Order: Special Victims Unit (TV-serie) (6 avsnitt)
- 2000 – Batman Beyond (TV-serie) (röstroll, 3 avsnitt)
- 2000 – Batman Beyond: Return of the Joker (röstroll)
- 2003 – Agent Cody Banks
- 2005 – Fun with Dick and Jane
- 2006 – Seraphim Falls
- 2007–2008 – Women's Murder Club (TV-serie) (13 avsnitt)
- 2010 – Chuck (TV-serie) (1 avsnitt)
- 2010–2016 – Rizzoli & Isles (TV-serie) (105 avsnitt)
- 2017–2018 – Voltron – Den legendariska beskyddaren (TV-serie) (röstroll, 3 avsnitt)